# La pazza di Chaillot (film)
La pazza di Chaillot (The Madwoman of Chaillot) è un film del 1969 diretto da Bryan Forbes e John Huston.
È una commedia drammatica statunitense con Katharine Hepburn, Paul Henreid e Oskar Homolka. È basato sull'omonima commedia teatrale di Jean Giraudoux.

## Trama
Un gruppo di quattro uomini di spicco discute su come aumentare le proprie fortune. Uno di loro dice che c'è del petrolio nel centro di Parigi ed esorta gli altri ad acquisire i diritti con o senza il consenso del popolo francese. L'attempata e stravagante contessa Aurelia, la "pazza" del titolo, viene a conoscenza di questo piano di trivellazione sotto le strade del suo quartiere da Roderick, un giovane attivista. La donna decide perciò di attirare nel suo fatiscente palazzetto il gruppo di uomini facendo credere loro che nello scantinato c'è un giacimento di petrolio. L'appuntamento a casa sua è per le undici di sera; prima, nella cantina della contessa, si svolge un processo presieduto dall'amica di Aurelia, Josephine, a seguito del quale gli speculatori vengono condannati come nemici dell'umanità. Accolti finalmente gli inviati, la contessa li conduce ad una porta che apre su una buia scalinata, dalla quale non usciranno mai più. Con un invito ad amarsi rivolto a Roderick e Irma, la giovane cameriera del bar di Chaillot, la contessa ritorna nel mondo accettandone le brutture con la gioia di sempre.

## Produzione
Il film, diretto da Bryan Forbes e John Huston su una sceneggiatura di Edward Anhalt e Maurice Valency con il soggetto di Jean Giraudoux (autore del lavoro teatrale), fu prodotto da Ely A. Landau per la Commonwealth United Entertainment e girato in Francia nel maggio del 1968.

## Distribuzione
Il film fu distribuito negli Stati Uniti dal 12 ottobre 1969 al cinema dalla Warner Brothers con il titolo The Madwoman of Chaillot.
Alcune delle uscite internazionali sono state:
- in Finlandia il 21 novembre 1969 (Hupsu kreivitär)
- in Germania Ovest nel dicembre del 1969 (Die Irre von Chaillot)
- in Svezia il 16 febbraio 1970 (Tokiga grevinnan)
- in Danimarca il 19 febbraio 1970 (Den gale fra Chaillot)
- in Spagna il 24 febbraio 1970 (La loca de Chaillot)
- in Francia il 10 giugno 1970 (La folle de Chaillot)
- in Turchia nel novembre del 1970 (Çilgin kadin)
- in Argentina (La loca de Chaillot)
- in Brasile (A Louca de Chaillot)
- in Grecia (I trelli tou Chaillot)
- in Jugoslavia (Luda iz Saljoa)
- in Italia (La pazza di Chaillot)

## Promozione
La tagline è: "With the world getting ready to blow itself up, look who's minding the store.".

## Critica
Secondo il Morandini l'adattamento è "un fallimento a tutti i livelli. Poche volte si sono visti tanti attori famosi sprecati come in questa pesante e prolissa allegoria teatraleggiante".